# Alexandr Dubchenko
Alexandr Dubchenko –en ruso, Александр Дубченко– (19 de febrero de 1995) es un deportista ruso que compite en ciclismo en la modalidad de pista. Ganó una medalla de oro en el Campeonato Europeo de Ciclismo en Pista de 2020, en la prueba de persecución por equipos.

## Medallero internacional
| Campeonato Europeo | Campeonato Europeo  | Campeonato Europeo | Campeonato Europeo      |
| Año                | Lugar               | Medalla            | Competición             |
| ------------------ | ------------------- | ------------------ | ----------------------- |
| 2020               | Plovdiv ( Bulgaria) | Medalla de oro     | Persecución por equipos |